# Tugny-et-Pont
Tugny-et-Pont è un comune francese di 270 abitanti situato nel dipartimento dell'Aisne della regione dell'Alta Francia.

## Società

### Evoluzione demografica
Abitanti censiti